# Roxxxy
Roxxxy, được gọi là "robot tình dục" là một búp bê tình dục tương tác với kích thước như người thật. Robot được chế tạo bởi công ty TrueCompmate có trụ sở tại New Jersey. Kỹ sư của nó là Douglas Hines, người sáng lập và chủ tịch của công ty, người từng làm kỹ sư trí tuệ nhân tạo tại Bell Labs trước khi ông thành lập TrueCompmate. Việc phát triển Roxxxy được tuyên bố là có chi phí từ 500.000 đến 1 triệu đô la.
Roxxxy đã ra mắt công chúng tại Triển lãm Giải trí dành cho người lớn AVN (AEE) ở Las Vegas vào ngày 9 tháng 1 năm 2010. Gynoid này cao 5 feet 7 inch và nặng 120 pounds. (170 cm và 54 kg). Nó có da tổng hợp và trí tuệ nhân tạo được lập trình để tìm hiểu những gì chủ sở hữu thích và ghét. Một bộ xương khớp nối cho phép Roxxxy được định vị như một con người nhưng con búp bê không thể di chuyển các chi một cách độc lập. Một máy bơm được lắp đặt trong robot cung cấp năng lượng cho hệ thống làm mát chất lỏng bên trong. Nguyên mẫu Roxxxy được cho là đã được mô phỏng theo một sinh viên mỹ thuật Đại chủng Âu ở đại học.
Theo trang web của công ty, Roxxxy không giới hạn trong việc sử dụng tình dục và "có thể tiếp tục thảo luận và bày tỏ tình yêu của cô ấy với bạn. Cô ấy có thể nói chuyện với bạn, lắng nghe bạn và cảm nhận sự đụng chạm của bạn. "Các tính năng khác bao gồm cảm biến cảm ứng mang lại cho Roxxxy khả năng cảm nhận khi nó được di chuyển. Từ vựng của robot có thể được cập nhật với sự trợ giúp của máy tính xách tay (được kết nối với mặt sau bằng dây cáp) và Internet.
Khách hàng có thể yêu cầu TrueCompmate tùy chỉnh Roxxxy theo sở thích cá nhân, như màu tóc, màu mắt, màu da, kích thước ngực và các tính năng khác. Roxxxy có giá từ 7.000 đến 9.000 đô la cộng với một khoản phí đăng ký riêng.
Theo Douglas Hines, Roxxxy đã thu được khoảng 4.000 đơn đặt hàng trước ngay sau khi AEE tiết lộ vào năm 2010. Tuy nhiên, theo báo cáo của Jenny Kleeman vào tháng 4 năm 2017, không có khách hàng thực sự nào từng nổi lên với búp bê Roxxxy và công chúng vẫn hoài nghi rằng bất kỳ búp bê Roxxxy thương mại nào đã được sản xuất.

## Liên kết ngoại
- Website chính thức